# Истина, любовь и красота
«И́стина, любо́вь и красота́» (хинди सत्यम शिवम सुन्दरम, англ. Satyam Shivam Sundaram) — индийский кинофильм-мелодрама режиссёра Раджа Капура, выпущенный в 1978 году в оригинале на языке хинди.

## Сюжет
В этой философской картине нашли отражение размышления режиссёра по поводу противостояния внутренней и внешней красоты. Название фильма символично и переводится следующим образом: слово «Satyam» обозначает истину, слово «Shivam» может обозначать либо Господа Бога (Шиву), либо вечную любовь, слово «Sundaram» обозначает красоту во всех её проявлениях.
Действие происходит в маленькой индийской деревне, в которой живёт молодая девушка по имени Рупа со своим престарелым отцом-священником. Когда Рупа была совсем маленькой, в день своего рождения она по неосторожности обожгла правую щёку кипящим маслом из кастрюли. С тех пор правая часть лица девушки изуродована и скрыта под покровом её сари. Отец гораздо больше беспокоится не о здоровье дочери, а о том, что её никто не захочет взять в жёны и называет про́клятой. Несмотря на это, Рупа искренне любит своего отца и заботится о нём, остаётся жизнерадостной и религиозной. Каждое утро вся деревня просыпается от прекрасного пения Рупы, идущей в индуистский храм и поющей песню-молитву «Satyam Shivam Sundaram» («Истина, любовь, красота», дословно: «Истина, Бог, красота») во славу Господа Бога и другие религиозные песни.
В деревню из города на строительство крупной плотины приезжает инженер — молодой красивый человек по имени Ранджив. Он любит красоту и не выносит ни малейшего изъяна. Однажды на рассвете Ранджив слышит прекрасный голос Рупы, поющей молитву, думает, что она очень красива, встречает её, но почему-то не замечает изуродованной части её лица. В течение некоторого времени Ранджив общается с Рупой и влюбляется в неё, девушка отвечает ему взаимностью. Затем Ранджив просит разрешения жениться на ней у её отца.
После свадьбы Ранджив обнаруживает правду и думает, что его обманули и заставили жениться на другой. Он отрекается от Рупы и выгоняет её из дома. Рупа решает встретиться с ним ночью, скрыв изуродованную часть лица под сари. Ранджив проводит свои дни, ненавидя свою жену, и ночи, любя свою любовницу, не догадываясь, что это одна и та же женщина — его Рупа. Во время одной из их совместных ночей Рупа забеременела. Когда Ранджив узнаёт, что его жена беременна, он обвиняет её в неверности. Рупа клянётся в храме перед Богом и всеми жителями деревни, что жена и «любовница» являются одним и тем же лицом, но Ранджив до сих пор отказывается ей верить.
Внезапно в деревне происходит разрушительное наводнение, сметающее на своём пути вековые деревья и разламывающее плотину, на которой работал Ранджив. Во время эвакуации жителей деревни Ранджив слышит знакомое прекрасное пение и идёт искать девушку, которой принадлежит этот голос. Видя, что это поёт Рупа, Ранждив понимает, как слеп и несправедлив он был, и просит у неё прощения, признаваясь ей в том, что только сейчас понял, что его жена Рупа — самая красивая женщина на свете.

## В ролях
| Актёр             | Роль                                     |
| ----------------- | ---------------------------------------- |
| Шаши Капур        | Ранджив                                  |
| Зинат Аман        | Рупа                                     |
| Падмини Колхапуре | Рупа в детстве                           |
| Канхайялал        | пандит Шьям Сундер                       |
| А. К. Хангал      | Банси (дядя Рупы)                        |
| Хари Шивдасани    | главный инженер                          |
| Дэвид Абрахам     | Бади-бабу                                |
| Лила Читнис       | жена Бади-бабу                           |
| Шантал            | Чампа                                    |
| Тун Тун           | Fat Lady                                 |
| Вишва Мера        | Джай Сингх                               |
| Мансарам          |                                          |
| Х. Л. Пардеси     |                                          |
| Притхвирадж Капур | озвучка (в титрах не указан)             |
| Радж Капур        | рассказчик, озвучка (в титрах не указан) |
| Дина Патхак       | озвучка                                  |

## Съёмочная группа
- Режиссёр, продюсер и монтажёр: Радж Капур
- Оператор: Радху Кармакар
- Сценарист: Джайнендра Джайн
- Стихи песен: Б. П. Нарендра Шарма, Ананд Бакши
- Композиторы: Лаксмикант Шантарам Кудалкар, Пьярелал Рампрасад Шарма
- Художники—постановщики: М. Р. Ачрекар, А. Рангарай
- Художники по костюмам: Бхану Атайя, Сатиаван, Вишну Веллар
- Вокальные партии за кадром исполняют: Лата Мангешкар, Мукеш, Бхупиндер Сингх, Манна Дей

## Саундтрек
Вся музыка написана дуэтом композиторов Лаксмикант-Пьярелал.
| №   | Название                                            | Текст песни          | Исполнители                     | Длительность |
| --- | --------------------------------------------------- | -------------------- | ------------------------------- | ------------ |
| 1.  | «Satyam Shivam Sundaram, Pt. 1»                     | Б. П. Нарендра Шарма | Лата Мангешкар                  | 5:05         |
| 2.  | «Bhor Bhaye Panghat Pe»                             | Ананд Бакши          | Лата Мангешкар                  | 5:30         |
| 3.  | «Woh Aurat Hai Too Mehbooba»                        | Ананд Бакши          | Лата Мангешкар, Мукеш           | 5:00         |
| 4.  | «Chanchal Sheetal Nirmal Komal»                     | Ананд Бакши          | Мукеш                           | 5:50         |
| 5.  | «Saiyan Nikas Gaye»                                 | Б. П. Нарендра Шарма | Лата Мангешкар, Бхупиндер Сингх | 4:45         |
| 6.  | «Suni Jo Unke Aane Ki Aahat»                        | Б. П. Нарендра Шарма | Лата Мангешкар                  | 3:20         |
| 7.  | «Satyam Shivam Sundaram, Pt. 2»                     | Б. П. Нарендра Шарма | Лата Мангешкар                  | 6:15         |
| 8.  | «Yashomati Maiya Se Bole Nandlala»                  | Б. П. Нарендра Шарма | Лата Мангешкар, Манна Дей       | 3:45         |
| 9.  | «Yashomati Maiya Se Bole Nandlala» (with dialogues) | Б. П. Нарендра Шарма | Лата Мангешкар                  | 3:10         |
| 10. | «Shree Radha Mohan Shyam Shobhan»                   | Б. П. Нарендра Шарма | Манна Дей                       | 2:50         |
| 11. | «Shri Radhamohan»                                   | Б. П. Нарендра Шарма | Лата Мангешкар, Манна Дей       | 2:55         |

## Награды и номинации
Filmfare Awards
- Лучшая операторская работа — Радху Кармакар
- Лучшая музыка — Лаксмикант Шантарам Кудалкар и Пьярелал Рампрасад Шарма

Номинации
- Лучший режиссёр — Радж Капур
- Лучшая женская роль — Зинат Аман
- Лучший автор текста — Б. П. Нарендра Шарма — за заглавную песню «Satyam Shivam Sundaram» («Истина, любовь и красота»)
- Лучший закадровый исполнитель — Мукеш — за песню «Chanchal Sheetal»

## Факты
- Сам Радж Капур не появляется в кадре, но его голос постоянно звучит в качестве закадрового комментария.
- В этом фильме Радж Капур положил начало традиции в индийском кинематографе — «ritual performed in the beginning of the movie» — писать в начале титров до фильма посвящение основателю династии — в данном случае Притхвираджу Капуру, известному актёру и театральному деятелю.
- Первый поцелуй, который был на экранах Индии в течение нескольких лет.

## Издание на видео
- Неоднократно выпускался на видео в разных странах мира.
- В СССР неоднократно демонстрировался в кинотеатрах и по телевидению, был профессионально переведён и дублирован на русский язык.
- В России неоднократно демонстрировался по телевидению и выпускался на видео, профессионально переведён и озвучен на русский язык.